# Cruz Blanca, Yecuatla
Cruz Blanca är en ort i Mexiko.   Den ligger i kommunen Yecuatla och delstaten Veracruz, i den sydöstra delen av landet, 250 km öster om huvudstaden Mexico City. Cruz Blanca ligger 754 meter över havet och antalet invånare är 219.
Terrängen runt Cruz Blanca är kuperad åt nordost, men åt sydväst är den bergig. Runt Cruz Blanca är det ganska tätbefolkat, med 93 invånare per kvadratkilometer. Närmaste större samhälle är Misantla, 14,7 km nordväst om Cruz Blanca. I omgivningarna runt Cruz Blanca växer i huvudsak städsegrön lövskog.